# Gustav Elsaß
|                                                        |  |
| Gabel und Messer seines berühmten Designs Belle Epoque |  |

Johann August Gustav Elsaß (* 8. Oktober 1881 in Hanau; † 6. Oktober 1947 in Bremen) war ein deutscher Designer.
Er arbeitete nach seiner Ausbildung an der Staatlichen Zeichenakademie Hanau als „Entwerfer“ – frühere Bezeichnung für Designer – von 1909 bis 1945 in Bremen in der Nachfolge von Hugo Leven als Leiter des Entwurfbüros der Silberwarenmanufaktur Koch & Bergfeld, Bremen. Elsaß entwarf neben zahlreichen Mustern für Korpusware viele Bestecke, so das im Jahr 1930 auf den Markt gebrachte Belle Epoque (Form 66700), das damals einen Konkurrenzentwurf (Form 66400) des heute viel bekannteren Bernhard Hoetger aus dem Rennen schlug. Der Elsaß-Entwurf ist heute neben den klassischen Formen Spaten und Altfaden das Hauptbesteck der deutschen Botschaften und eines der heute immer noch meistverkauften Silberbestecke, während das Hoetger-Besteck von Koch & Bergfeld bis heute nicht in Serie produziert wurde.
Als Modelleur stand ihm Julius Feldtmann zur Seite, der der Firma ab dem 20. April 1881 zugehörte.
Elsaß heiratete im Jahr 1908 Maria Josefa Friederike, geb. Feldtmann.